# Kristian Gerner
Jan Christian (Kristian) Gerner, född 25 maj 1942 i Piteå stadsförsamling i Norrbottens län, är en svensk historiker specialiserad på Öst- och Centraleuropa.
Gerner studerade vid Lunds universitet och avlade filosofie doktor-examen i historia där 1984. Han blev docent vid Lunds universitet 1984 och universitetslektor där 1985. Han var professor i östeuropeisk historia och kultur vid Uppsala universitet 1994–2002 och var 2002–2009 professor i historia vid Lunds universitet.
Kristian Gerner gifte sig 1975 med Kerstin Nyström (född 1944).

## Utmärkelser, ledamotskap och priser
- Ledamot av Kungliga Örlogsmannasällskapet (LÖS, 2004)[5]
- Ledamot av Kungliga Krigsvetenskapsakademien (LKrVA, 1993)[6]
- Ledamot av Vetenskapssocieteten i Lund (LVSL, 1986)[7]
- Ledamot av Finska Vetenskaps-Societeten (1991)[8]